# Дейкстра, Шаукье
Шаукье Росалинде Дейкстра (нидерл. Sjoukje Rosalinde Dijkstra, 28 января 1942, Аккрум, Фрисландия — 2 мая 2024, Сомерен, Северный Брабант) — нидерландская фигуристка, выступавшая в одиночном катании. Олимпийская чемпионка 1964 года, трёхкратная чемпионка мира и пятикратная чемпионка Европы.

## Карьера

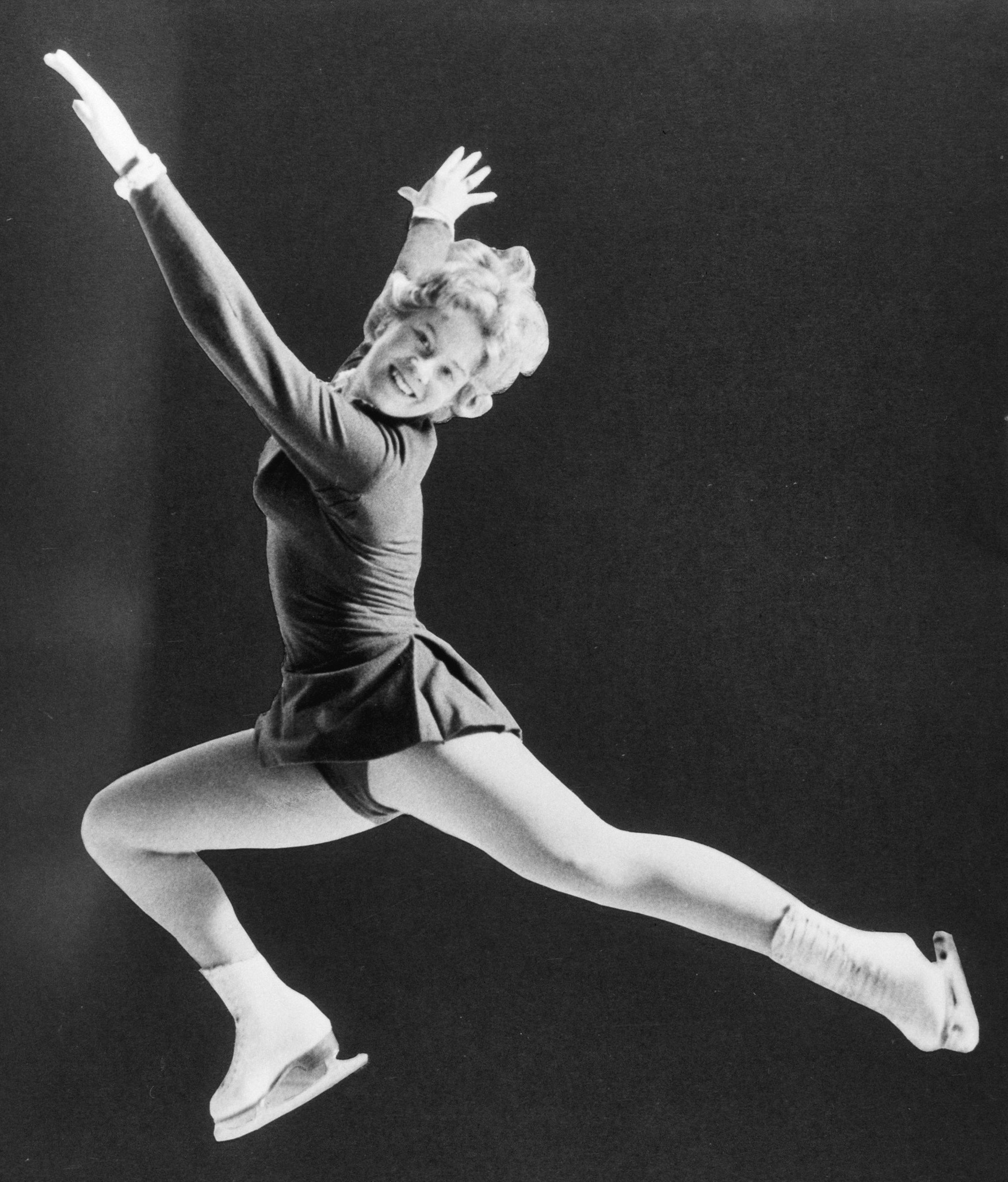
1965 год

Дейкстра три раза подряд выигрывала чемпионат мира (с 1962 по 1964) и пять раз подряд чемпионаты Европы (с 1960 по 1964).
На Олимпийских играх 1960 года заняла второе место после американки Кэрол Хейсс.
Её олимпийское «золото» в 1964 году в Инсбруке было первым «золотом», выигранным спортсменом из Нидерландов на зимних Олимпийских играх. Дейкстра остаётся единственной нидерландской спортсменкой, выигравшей олимпийское золото в фигурном катании (кроме Дейкстры, в фигурном катании только Дианне де Леу завоевала серебро на Играх 1976 года).
Была известна спортивным стилем катания.
После 1964 года ушла в профессионалы и участвовала в шоу-туре «Holiday On Ice» до 1972 года.
Стала советником секции фигурного катания в голландской Федерации конькобежного спорта в 1985 году. Работала комментатором на голландском телевидении. В 2005 году ей вручили награду «Fanny Blankers-Koen Trophy» за вклад в спорт в Нидерландах.
Умерла 2 мая 2024 года в Сомерене в возрасте 82 лет.

## Спортивные достижения
| Соревнования/Сезон      | 1954 | 1955 | 1956 | 1957 | 1958 | 1959 | 1960 | 1961 | 1962 | 1963 | 1964 |
| Зимние Олимпийские игры |      |      | 12   |      |      |      | 2    |      |      |      | 1    |
| Чемпионаты мира         |      | 21   | 16   | 12   | 16   | 3    | 2    |      | 1    | 1    | 1    |
| Чемпионаты Европы       | 19   |      | 7    |      | 6    | 2    | 1    | 1    | 1    | 1    | 1    |
| Чемпионат Нидерландов   | 3    | 2    | 2    | 2    | 2    | 1    | 1    | 1    | 1    | 1    | 1    |